# Desa Hegarmanah (administrativ by i Indonesien, Jawa Barat, lat -6,97, long 108,32)
Desa Hegarmanah är en administrativ by i Indonesien.   Den ligger i provinsen Jawa Barat, i den västra delen av landet, 180 km sydost om huvudstaden Jakarta.